# El paso trascendental del vodevil a la astracanada

El paso trascendental del vodevil a la astracanada. Antología de canciones de ayer y de hoy, frecuentemente abreviado como El paso trascendental del vodevil a la astracanada, es el primer álbum de grandes éxitos del grupo español Fangoria, publicado el 26 de octubre de 2010 por Warner Music Spain. Los antecedentes del álbum se dieron en junio de 2010, cuando se confirmó que el grupo estaba grabando un nuevo disco recopilatorio. El álbum fue lanzado en CD y descarga digital en tres discos; el primero llamado Vodevil contenía una colección de 22 sencillos publicados desde 1990, el segundo titulado Astracanada ofrecía 15 temas de Alaska y los Pegamoides y Alaska y Dinarama que habían sido regrabados para la ocasión, entre los que se incluía «Bailando», «Ni tú ni nadie» y «A quien le importa». El tercero y último, Sainete, contenía canciones menos conocidas, grabadas para bandas sonoras y programas de televisión. Además, en la edición deluxe se incluyó un DVD titulado Variedades, que incluía 23 vídeos musicales de Fangoria. Por otro lado, el lanzamiento de El paso trascendental del vodevil a la astracanada supuso la celebración del vigésimo aniversario del grupo. La portada fue diseñada por el artista argentino Juan Gatti, que ilustra de manera barroca y excesiva esa revista con la que Fangoria identifica la revisión de su carrera. 
Para su promoción, la discográfica publicó «Ni tú ni nadie» y «A quien le importa» como los dos sencillos del recopilatorio.

## Estructura y formatos
El álbum fue publicado en dos ediciones (sencilla y deluxe), ambas con un diseño gráfico firmado por Juan Gatti. La edición sencilla se presenta en formato digipack e incluye dos CD de audio. El CD-1, titulado Vodevil, reúne todos los sencillos oficiales en versión radio edit, abarcando desde los álbumes Salto mortal (1991) hasta Absolutamente (2009). El CD-2, titulado Astracanada, presenta un recopilatorio de algunas canciones antiguas de la época de Alaska y los Pegamoides y Alaska y Dinarama, pero regrabadas por Fangoria con un sonido más moderno y netamente electrónico.
La edición en formato deluxe incluye tres CD de audio. El CD-1, titulado Vodevil, contiene la colección completa de los sencillos radio-edit de Fangoria, como en la edición sencilla. El CD-2, Astracanada, ofrece éxitos antiguos regrabados por Fangoria con un enfoque más moderno. El CD-3, titulado Sainete, reúne rarezas y canciones grabadas para bandas sonoras de cine y televisión, como el tema «Vivir así es morir de amor» a dúo con Camilo Sesto, una canción grabada exclusivamente para una presentación televisiva y que nunca había sido publicada en disco. Además, la edición deluxe incluye el DVD titulado Variedades, que recopila todos los vídeos musicales de Fangoria, abarcando desde el álbum Salto mortal hasta la reedición Completamente. 

## Diseño y portada
El paso trascendental del vodevil a la astracanada. Antología de canciones de ayer y de hoy se presenta bajo un diseño de Juan Gatti, que ilustra de manera barroca y excesiva esa revista con la que Fangoria identifican la revisión de su carrera. Un cartel que, según ellos, recuerda a uno de una función del Teatro Chino de Manolita Chen, repleto de referencias a su trayectoria. Es una obra de arte pop en la que, como ellos mismos indican, el continente adquiere la misma importancia que el contenido, fusionando lo visual con lo musical en un despliegue de creatividad y nostalgia. La cita textual elegida para este álbum es: «Nunca abra una puerta sin haber cerrado la anterior», pronunciada por Grace Stewart (Nicole Kidman) a la señora Mills en la película Los otros (2001), dirigida por Alejandro Amenábar.

## Lista de canciones
- Edición estándar

| CD 1: Vodevil: Éxitos de hoy, la colección completa de singles de Fangoria |                                     |                                                                      |                    |          |  |
| N.º                                                                        | Título                              | Escritor(es)                                                         | Productor(es)      | Duración |  |
| 1.                                                                         | «En mi prisión»                     | Olvido Gara, Ignacio Canut, Pablo Sycet, Luis Miguélez               | Hyde               | 3:25     |  |
| 2.                                                                         | «Hagamos algo superficial y vulgar» | Gara, Canut, Bazoka Nut                                              | Hyde               | 3:35     |  |
| 3.                                                                         | «Punto y final»                     | Gara, Canut, Sycet, Nut                                              | Hyde, Fangoria     | 3:13     |  |
| 4.                                                                         | «Sálvame»                           | Gara, Canut, Sycet, Nut                                              | Hyde               | 3:49     |  |
| 5.                                                                         | «El dinero no es nuestro dios»      | Jaz Coleman, Kevin Geordie Walker, Martin Atkins, Gara, Canut, Sycet | Hyde               | 2:48     |  |
| 6.                                                                         | «En la Disneylandia del amor»       | Gara, Canut, Fernando Jiménez, José Battaglio                        | Hyde               | 3:35     |  |
| 7.                                                                         | «Dios odia a los cobardes»          | Gara, Canut, Sycet, Nut                                              | Big Toxic          | 4:03     |  |
| 8.                                                                         | «Electricistas»                     | Gara, Canut, Clara Morán, Ger Espada                                 | Carlos Jean        | 3:47     |  |
| 9.                                                                         | «Me odio cuando miento»             | Gara, Canut, Luis Prosper                                            | Jean               | 4:00     |  |
| 10.                                                                        | «No sé qué me das»                  | Gara, Canut, Prosper                                                 | Jean               | 3:28     |  |
| 11.                                                                        | «Eternamente inocente»              | Gara, Canut Prosper                                                  | Jean               | 3:22     |  |
| 12.                                                                        | «Hombres»                           | Gara, Canut, Prosper                                                 | Jean               | 3:46     |  |
| 13.                                                                        | «Retorciendo palabras»              | Gara, Canut, Jean, Ajo                                               | Jean               | 3:34     |  |
| 14.                                                                        | «Miro la vida pasar»                | Gara, Canut, Sycet, Fernando Delgado, Mauro Canut                    | Jean               | 3:32     |  |
| 15.                                                                        | «La mano en el fuego»               | Gara, Canut, Sycet, M. Ríos, Delgado, Canut                          | Jean               | 2:44     |  |
| 16.                                                                        | «Entre mil dudas»                   | Gara, Canut                                                          | Jean               | 3:46     |  |
| 17.                                                                        | «Criticar por criticar»             | Gara, Canut, Delgado, Canut                                          | Spam               | 3:25     |  |
| 18.                                                                        | «Ni contigo ni sin ti»              | Gara, Canut, Juan Carlos Moreno                                      | Spam               | 3:33     |  |
| 19.                                                                        | «El cementerio de mis sueños»       | Gara, Canut, Sycet, Canut                                            | Spam               | 3:08     |  |
| 20.                                                                        | «Más es más»                        | Gara, Canut, Jaume García Ferrer                                     | Neal X, Tony James | 3:26     |  |
| 21.                                                                        | «La pequeña edad de hielo»          | Gara, Canut, García Ferrer                                           | X, James           | 3:26     |  |
| 22.                                                                        | «Absolutamente»                     | Gara, Canut, Sycet, Delgado, Canut                                   | X, James           | 4:05     |  |

| CD 2: Astracanada: Éxitos de ayer grabados de nuevo por Fangoria |                                                 |                                           |                |          |  |
| N.º                                                              | Título                                          | Escritor(es)                              | Productor(es)  | Duración |  |
| 1.                                                               | «Bailando»                                      | Canut, Carlos G. Berlanga                 | Jean, Fangoria | 4:06     |  |
| 2.                                                               | «Un hombre de verdad»                           | Canut, Berlanga                           | Jean, Fangoria | 3:36     |  |
| 3.                                                               | «Cómo pudiste hacerme esto a mí»                | Canut, Berlanga                           | Fangoria       | 3:23     |  |
| 4.                                                               | «Ni tú ni nadie»                                | Canut, Berlanga                           | Fangoria       | 3:45     |  |
| 5.                                                               | «A quien le importa»                            | Canut, Berlanga                           | Fangoria       | 4:07     |  |
| 6.                                                               | «Mi novio es un zombi»                          | Canut, Nut                                | Fangoria, Spam | 3:06     |  |
| 7.                                                               | «La tribu de las Chochoni» (con Fabio McNamara) | Fabio de Miguel, Berlanga                 | Fangoria, Spam | 4:16     |  |
| 8.                                                               | «Isis»                                          | Canut, Berlanga                           | Fangoria, Spam | 3:47     |  |
| 9.                                                               | «Descongélate»                                  | Canut, Berlanga                           | Fangoria, Spam | 3:44     |  |
| 10.                                                              | «Bote de Colón»                                 | Berlanga                                  | Fangoria, Spam | 2:46     |  |
| 11.                                                              | «Otra dimensión»                                | Canut, Berlanga                           | X, James       | 3:21     |  |
| 12.                                                              | «La funcionaria asesina»                        | Canut, Berlanga                           | X, James       | 3:26     |  |
| 13.                                                              | «Perlas ensangrentadas»                         | Canut, Berlanga                           | X, James       | 4:53     |  |
| 14.                                                              | «Quiero ser santa»                              | Gara, Ana Curra, Eduardo Benavente, Canut | X, James       | 3:55     |  |
| 15.                                                              | «Rey del glam»                                  | Ana Díaz, Canut, Berlanga                 | X, James       | 4:10     |  |

- Edición deluxe

| CD 3: Sainete: Rarezas y grabaciones para cine y televisión |                                                        |                                              |                     |          |  |
| N.º                                                         | Título                                                 | Escritor(es)                                 | Productor(es)       | Duración |  |
| 1.                                                          | «Rascayú» (con Paco Clavel)                            | Francisco Sánchez Ortega, Pedro Bonet Mir    | Joe Borsani         | 4:12     |  |
| 2.                                                          | «Basura» (con Los Panchos)                             | Alfredo Gil, Herivelto Martins               | Danny Melingo       | 4:00     |  |
| 3.                                                          | «Branquias bajo el agua»                               | Ignacio Gasca                                | Fangoria            | 4:35     |  |
| 4.                                                          | «Lámpara sin luz»                                      | José Torres                                  | Fangoria, Big Toxic | 4:25     |  |
| 5.                                                          | «Rasputín»                                             | Frank Farian, Fred Jay, Hans-Jörg Mayer      | Fangoria            | 5:10     |  |
| 6.                                                          | «Cruella de Vil»                                       | Mel Leven, Edmundo Santos                    | Fangoria            | 4:08     |  |
| 7.                                                          | «Vivir así es morir de amor» (con Camilo Sesto)        | Camilo Blanes                                | Fangoria            | 3:56     |  |
| 8.                                                          | «Jason y tú»                                           | Alice Cooper, Tom Kelly, Kane Roberts        | Fangoria            | 3:54     |  |
| 9.                                                          | «Nada es lo que parece»                                | Canut, Gara, Sycet, Prosper                  | Fangoria, Jean      | 3:43     |  |
| 10.                                                         | «¿Por qué a mi me cuesta tanto?» (con Asier Etxeandia) | Canut, Gara, Canut, Sycet                    | Fangoria            | 3:46     |  |
| 11.                                                         | «Escándalo»                                            | Willy Chirino                                | Fangoria            | 3:45     |  |
| 12.                                                         | «El huracán mexicano»                                  | Berlanga, Canut                              | Fangoria, Moreno    | 3:44     |  |
| 13.                                                         | «En un mundo nuevo»                                    | Rafael Trabucchelli, Tony Luz                | Fangoria            | 3:05     |  |
| 14.                                                         | «La verdad»                                            | Canut, Gara, Juan Carlos Molina, Juan Sueiro | Fangoria, Sueiro    | 4:02     |  |
| 15.                                                         | «En el volcán»                                         | Berlanga                                     | Fangoria, Sueiro    | 3:17     |  |

| DVD: Variedades: Todos los vídeos de Fangoria |                                            |                               |          |  |
| N.º                                           | Título                                     | Director                      | Duración |  |
| 1.                                            | «En mi prisión»                            | Alberto Sciamma               | 3:47     |  |
| 2.                                            | «Hagamos algo superficial y vulgar»        | Alberto Sciamma               | 3:59     |  |
| 3.                                            | «Punto y final»                            | Alberto Sciamma               | 4:07     |  |
| 4.                                            | «Sálvame»                                  | Alberto Sciamma               | 4:09     |  |
| 5.                                            | «Sálvame (Revisión líquida)»               | Steven Chivers                | 6:07     |  |
| 6.                                            | «El dinero no es nuestro dios»             | Steven Chivers                | 3:24     |  |
| 7.                                            | «En la Disneylandia del amor»              | Steven Chivers                | 3:46     |  |
| 8.                                            | «Electricistas»                            | Borja Crespo                  | 4:11     |  |
| 9.                                            | «Me odio cuando miento»                    | Óscar María Ramos             | 3:30     |  |
| 10.                                           | «No sé qué me das»                         | Esferobite                    | 3:28     |  |
| 11.                                           | «Eternamente inocente»                     | Esferobite                    | 3:31     |  |
| 12.                                           | «Hombres»                                  | Esferobite                    | 3:36     |  |
| 13.                                           | «Retorciendo palabras»                     | Carles Congost                | 3:58     |  |
| 14.                                           | «Miro la vida pasar»                       | Esferobite                    | 3:41     |  |
| 15.                                           | «La mano en el fuego»                      | Martín Sastre                 | 3:41     |  |
| 16.                                           | «Entre mil dudas»                          | Struendo Filmmakers           | 4:34     |  |
| 17.                                           | «Interior de una nave espacial abandonada» | Struendo Filmmakers           | 4:10     |  |
| 18.                                           | «Criticar por criticar»                    | Oliver Castro                 | 3:33     |  |
| 19.                                           | «Ni contigo ni sin ti»                     | Juan Antonio Bayona           | 3:49     |  |
| 20.                                           | «El cementerio de mis sueños»              | Javier P. Vera y R. Peromingo | 3:10     |  |
| 21.                                           | «Más es más»                               | Denkenpro                     | 3:59     |  |
| 22.                                           | «La pequeña edad de hielo»                 | Pablo Budeisky                | 3:59     |  |
| 23.                                           | «Absolutamente» (con Sara Montiel)         | Juan Gatti                    | 4:43     |  |

## Posicionamiento en listas

### Semanales
| País (Lista 2010)        | Posición más alta |
| ------------------------ | ----------------- |
| España (Top 100 Álbumes) | 2                 |
| México (AMPROFON)        | 12                |